# كارل كاري
كارل كاري (و. 1857 – 1928 م) هو طبيب، وأستاذ جامعي، وجراح سويسري، ولد في باد راكاز، توفي في بويرتو دي لا كروث، عن عمر يناهز 71 عاماً.